# Ybe van der Wielen
Ybe van der Wielen (Greeley, 26 april 1913 - Zwolle, 4 oktober 1999) was een Nederlandse beeldhouwer en schilder.

## Leven en werk
Van der Wielen werd geboren in de Verenigde Staten. Hij was een zoon van Jarig van der Wielen, avonturier, landbouwer en oprichter van de eerste Volkshogeschool in Nederland te Bakkeveen en diens eerste echtgenote Johanna Alida Eijkman, dochter van een Amsterdamse vrouwenarts. In 1916 keerde het gezin terug naar Nederland. Van der Wielen groeide op in het sociaal geëngageerde milieu van de Volkshogeschool in Bakkeveen, waar hij al op jonge leeftijd begon te tekenen en schilderen onder leiding van de Friese schilder Andries van der Sloot. Van der Wielen werd aanvankelijk opgeleid tot smid en orgelbouwer. In 1941 werd hij afgewezen voor de beeldhouwklas van Jan Bronner aan de Rijksakademie van beeldende kunsten in Amsterdam. Hij volgde daarop de tekencursus in de avondklas van de Rijksnormaalschool en nam les bij de beeldhouwer Jan Havermans. Ook werkte hij enige tijd als assistent van de beeldhouwer Frits van Hall. In 1942 werd hij alsnog toegelaten aan de Rijksakademie, waar hij tot 1947 studeerde. Hij behoorde tot de laatste lichting beeldhouwers die door Bronner werd opgeleid. In 1951 vestigde Van der Wielen zich in Zwolle.
Van der Wielen werkte aanvankelijk figuratief, maar koos vanaf eind jaren 50 een meer abstracte richting. In zijn latere werk waren de geometrische vormen belangrijk, hij maakte diverse composities met onder meer vierkanten en rechthoeken.

## Werken in de openbare ruimte (selectie)
- Lezende blinde (1955), in 1983 geplaatst bij de bibliotheek in Berkum.
- Schipper (1958), bronzen muurreliëf aan de Schieringerweg in Leeuwarden
- Jong leven (1959), keramieken muurreliëf aan de Schieringerweg, Leeuwarden
- Haan (1961), Zwolle
- stenen vrouw (1965), Havenstraat, Harlingen
- Het gevleugelde denken (1969), Boterhoek, Leeuwarden
- Boomvrouwtje, Akkerhof, Biddinghuizen

## Fotogalerij

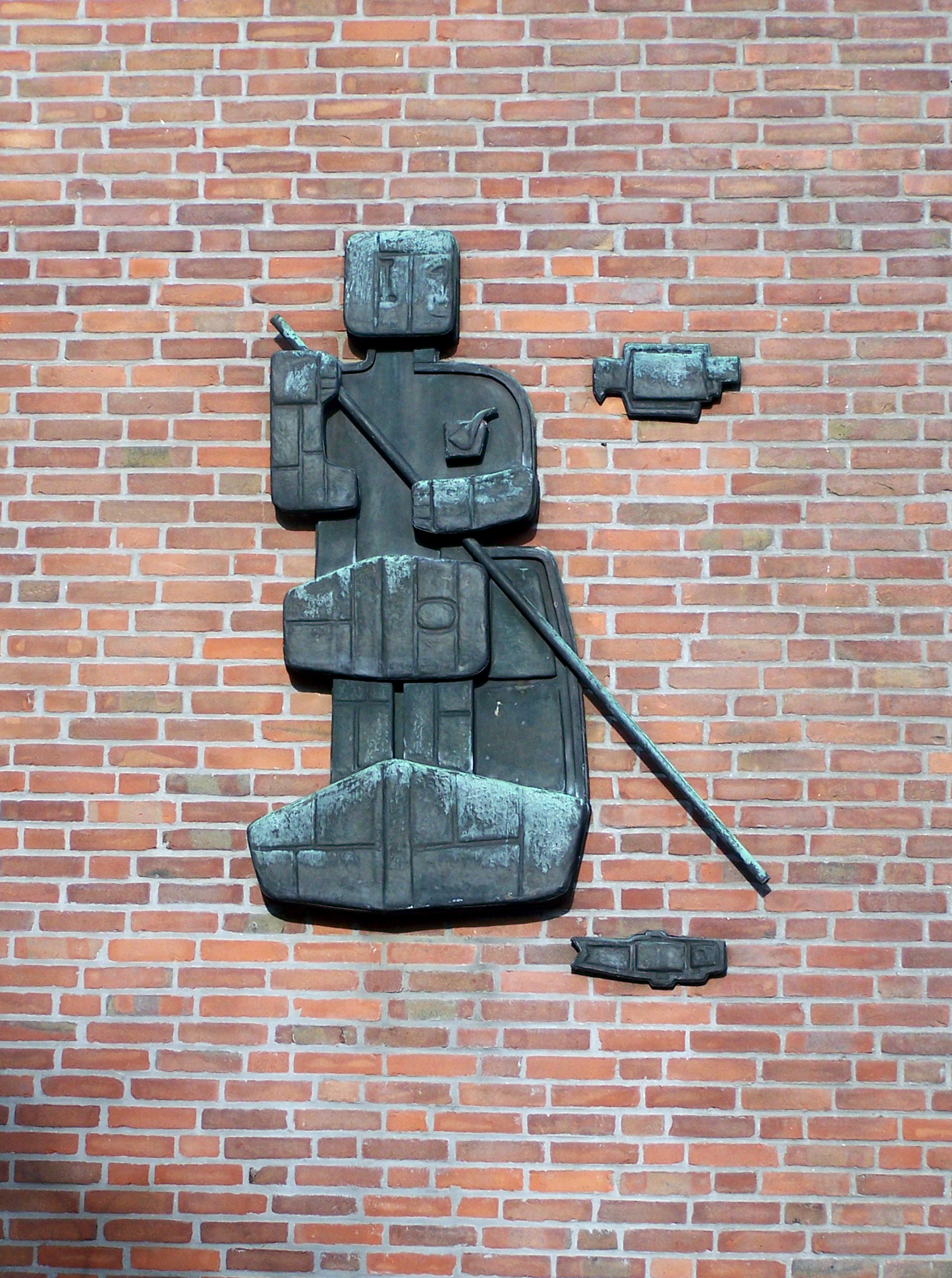
Schipper (1958), Leeuwarden
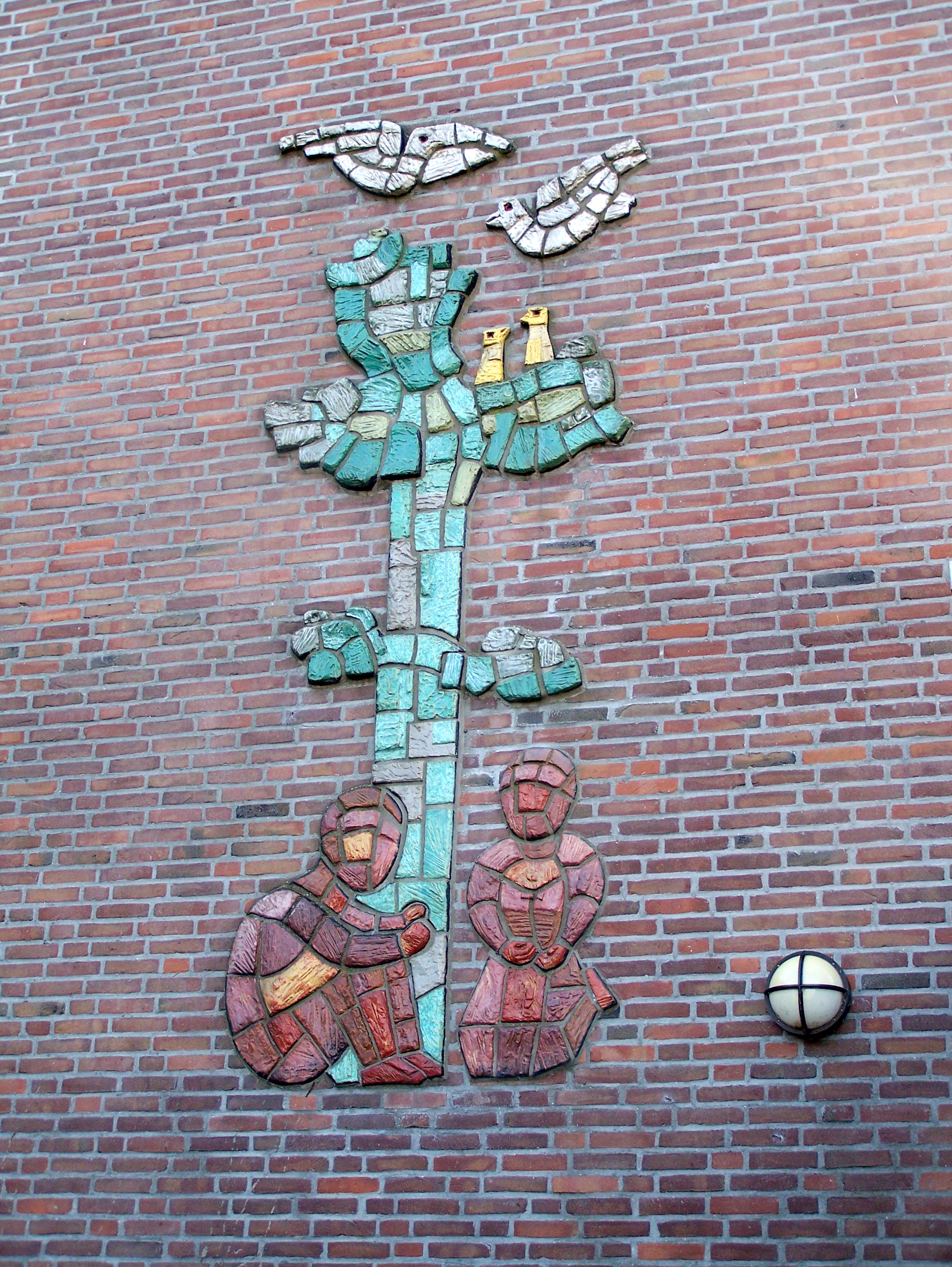
Jong leven, Leeuwarden
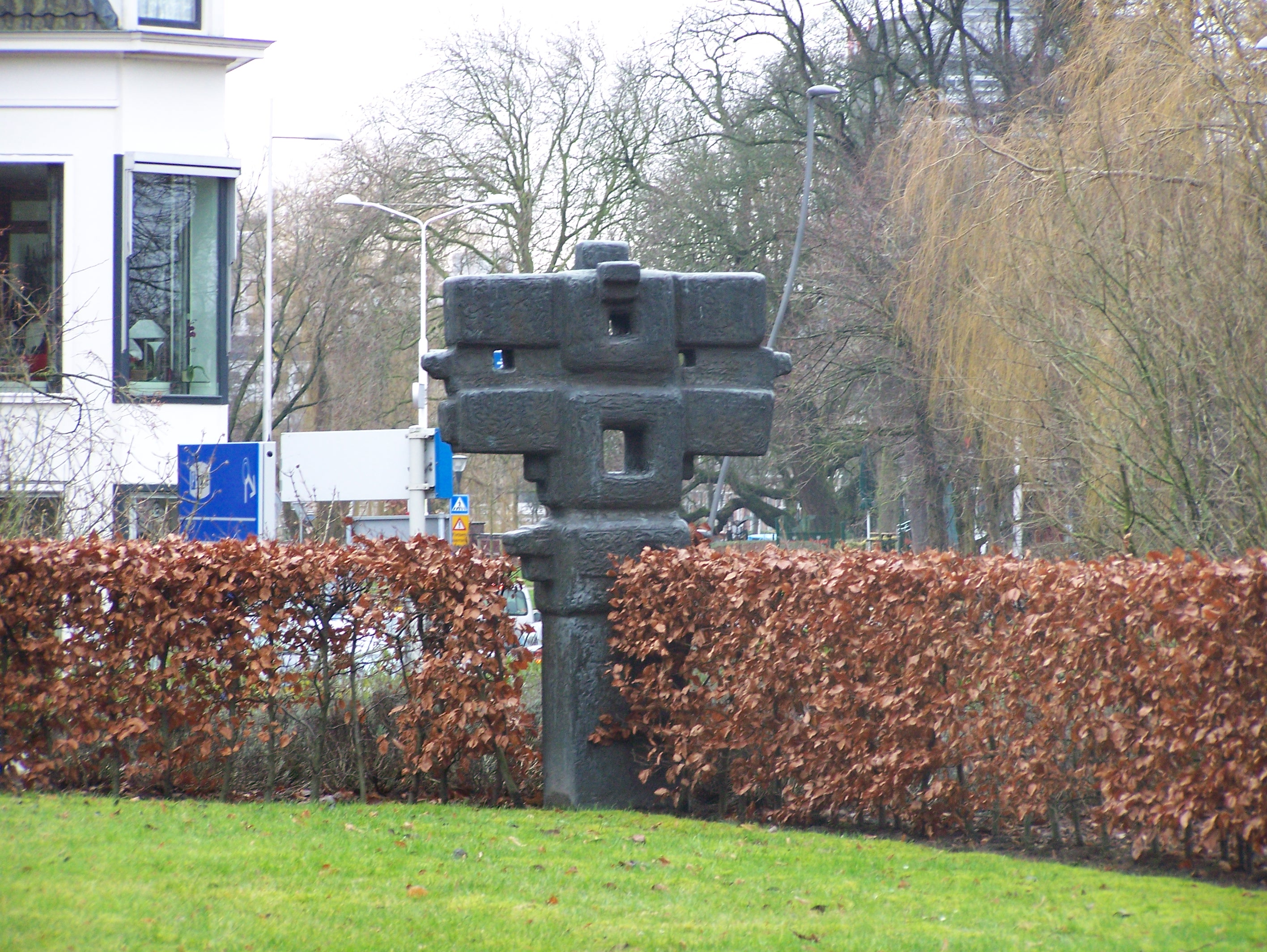
Het Gevleugelde Denken, Leeuwarden